# Anna Mannerheim
Anna Josefina Saskia Mannerheim, född 6 september 1970 i Brännkyrka, är en svensk skådespelare och dramatiker.

## Biografi
Anna Mannerheim är utbildad vid Teaterhögskolan i Göteborg (Teater- och Operahögskolan vid Göteborgs universitet) 1992–1995. Hon har bland annat arbetat på Cirkus Tigerbrand, Smålands Musik och Teater, Norrbottensteatern, Lilla Teatern och i fria projekt.

## Teater

### Roller
| År   | Roll | Produktion                                                | Regi              | Teater                  |
| ---- | ---- | --------------------------------------------------------- | ----------------- | ----------------------- |
| 1997 |      | Skrubbsår och choklad Kristina Alstam och Anna Mannerheim | Marianne Dahlberg | Lilla Teatern, Göteborg |